# Marcowefa
Titre
Reine des Francs
Marcowefa, en latin Marcoveifa, morte en 567 à Paris, est une reine franque, épouse de Caribert Ier.

## Biographie
Fille d'un cardeur de laine du palais royal, selon Grégoire de Tours, elle est avec sa sœur Méroflède (et vraisemblablement dès 565) la concubine du roi de Paris Caribert, ce qui suscite l'indignation de la reine Ingeberge et provoque un scandale. Elle est alors chassée de la cour.
Après la répudiation de son épouse légitime, Caribert épouse les deux sœurs Méroflède et Marcowefa, ce qui lui valut d'être excommunié par l'Église. Caribert se sépare des deux sœurs[réf. nécessaire] et épouse une autre femme, Theodechilde.
Toujours d'après de Tours, Marcowefa meurt peu de temps après, suivie dans la tombe par Caribert lui-même en fin d'année 567.